# Железный (Краснодарский край)
Железный — хутор в Усть-Лабинском районе Краснодарского края России.
Административный центр Железного сельского поселения.

## География
Хутор расположен в верховьях степной Третьей речки Кочеты (бассейн реки Кирпили), в 10 км северо-западнее Усть-Лабинска (по дороге 14 км). Ниже по течению расположено село Суворовское.
Через село проходит асфальтированная автомобильная дорога. Ближайшая железнодорожная станция расположена в станице Воронежская (8 км к югу от хутора).

## Население
| 2002 | 2010  |
| ---- | ----- |
| 1730 | ↘1713 |

## Экономика
Сельское хозяйство. Спортивно-рыболовная база.

## Достопримечательности
Церковь Воскресения Христова, построенная в 2008 году на средства Олега Дерипаски.
Братская могила советских воинов, погибших в боях с фашистскими захватчиками
Центральная площадь
Улица Ленина 